# Novo Selo (Kupres, Szerb Köztársaság)
Novo Selo (szerbül: Ново Село) falu Kupres községben Bosznia-Hercegovinában, Bosanska krajina területén, a Szerb Köztársaságban. Novo Selo településnek a Szerb Köztársaság területére eső része. A község központi települése.

## Fekvése
Bosznia-Hercegovina közép-nyugati részén, Banja Lukától légvonalban 79, közúton 109 km-re délre, a Vitorog-hegység területén, a Kupreško polje (Kupresi mező) fennsíkjának északi részén, 1100 – 1200 méteres magasságban fekszik, de egyes részei 1400 méteres magasságba is felnyúlnak. Több kis falucskából áll, melyek többnyire a fennsík északkeleti szélén találhatók.

## Népessége
| Nemzetiségi csoport | Népesség 1991 | Népesség 2013 |
| ------------------- | ------------- | ------------- |
| Szerb               | 319           | 123           |
| Bosnyák             | 0             | 0             |
| Horvát              | 1             | 0             |
| Jugoszláv           | 0             | 0             |
| Egyéb               | 0             | 0             |
| Összesen            | 320           | 123           |

## Története
A területén több helyen található középkori sírkő tanúsága szerint már a középkorban lakott hely volt. Az ilyen sírkövek a kereszténység főáramlatának behódolni nem akaró, eredetileg Boszniában élő bogumilok díszesen faragott középkori sírkövei voltak. A legrégebbi ilyen sírkövek a 12. század második feléből származnak, de csak a 14-15. században terjedtek el. Bosznia-Hercegovina, Szerbia, Horvátország és Montenegró területén, ahol 3300 helyszínen körülbelül hetvenezer stećak található. A térséget 1518 körül foglalta el a török, mely valószínűleg a középkori település végét jelentette.
A település 1878-ig tartozott az Oszmán Birodalomhoz, majd az Osztrák-Magyar Monarchia része lett. 1879-ben az első osztrák-magyar népszámlálás során a település Blagaj község része volt. 1910-ben a faluban 64 házat, 539 ortodox szerb és 3 muszlim lakost találtak. A monarchia szétesésével 1918-ben előbb a Szerb-Horvát-Szlovén Királyság, majd 1929-től a Jugoszláv Királyság része. Jugoszlávia megszállása után a falu a Független Horvát Állam (NDH) része lett. 1945-től a település a szocialista Jugoszlávia része volt. Novo Selo településen az 1991-es népszámlálás adatai szerint 320-an éltek. A Bosznia-Hercegovinában zajló polgárháború idején a Visoko Krajina többi településéhez hasonlóan a Boszniai Szerb Köztársaság része volt. A területén 1995 szeptemberéig nem volt háborús hadművelet, ekkor azonban a település területét a Horvát Köztársaság fegyveres ereje megszállta. A horvát csapatok elől a lakosság elmenekült. A daytoni békeszerződés aláírása után a település egy része a Szerb Köztársasághoz, azon belül Kupres községhez került, másik része pedig a Bosznia-hercegovinai Föderáció részét képező Kupres községben maradt.

## Nevezetességei
- Glavica – középkori, észak-déli tájolású stećak sírkő.[4]

- Középkori temető maradványai a pravoszláv temető mellett 35 db észak-déli tájolású stećak sírkővel.	 Közülük néhány félhold, kereszt, alma, fonat és csigavonal díszítésekkel van ellátva.[4]

- Steljac, egyedülálló, középkori, északkelet-délnyugati tájolású, szarkofág formájú stećak sírkő, félhold és rozetta díszítéssel.[4]

- A településen található a Boszniai Szerb Köztársaság hadseregének elesett katonáinak emlékműve.